# Kazabaika
La kazabaika è una vestaglia da camera, tipicamente in raso (satin), con l'orlo di pelliccia, indossata dalle donne nobili della Galizia.
Viene citata nel romanzo Venere in pelliccia di Leopold Sacher-Masoch
In Racconti di Galizia, Sacher-Masoch la descrive come: